# ویلانوا (کورتس)
ویلانوا (به اسپانیایی: Villanueva) یک منطقهٔ مسکونی در هندوراس است که در استان کورتس واقع شده است. ویلانوا ۳۵۹ کیلومتر مربع مساحت و ۱۵۷٬۶۱۵ نفر جمعیت دارد و ۱۰۳ متر بالاتر از سطح دریا واقع شده است.